# Enteroctopus dofleini
Il polpo del Pacifico (Enteroctopus dofleini (Wülker, 1910)), conosciuto maggiormente come polpo gigante del Pacifico, è un grosso cefalopode della famiglia degli Enteroctopodidi. Vive lungo le coste del Nordpacifico, a profondità di circa 65 metri, ma lo si incontra anche in acque più basse o a profondità maggiori. È ritenuta la specie più grande di polpo: ne è stato rinvenuto un esemplare vivo del peso di 71 kg. Un altro contendente per questo titolo è il polpo a sette tentacoli, di cui è stata ritrovata una carcassa del peso di 61 kg, ma che da vivo è stato stimato pesasse 75 kg.

## Etimologia
L'epiteto specifico dofleini fu scelto da Gerhard Wülker in onore dello scienziato tedesco Franz Theodor Doflein.

## Descrizione

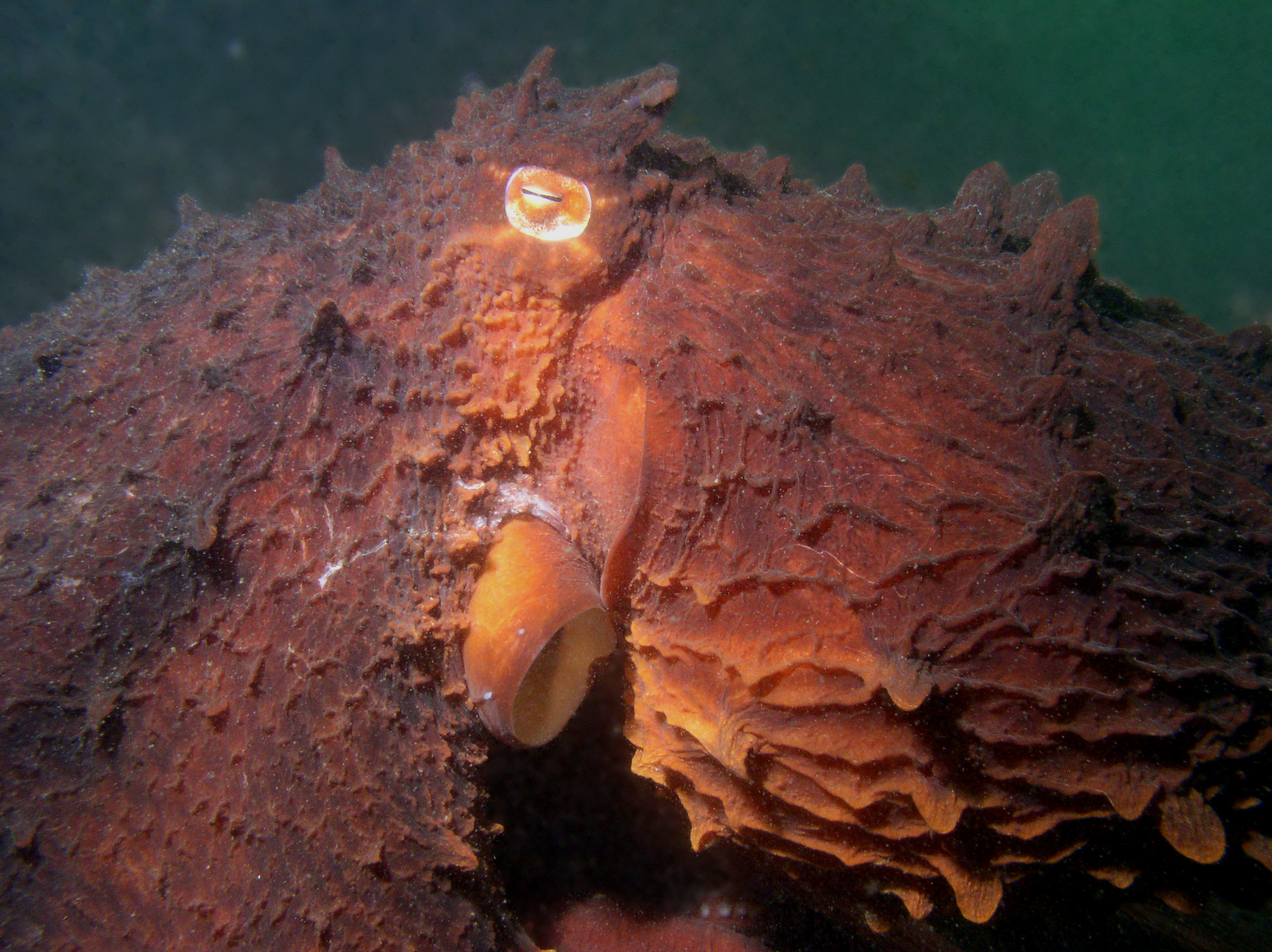
Primo piano di polpo gigante

Il polpo gigante del Pacifico si distingue dalle altre specie per le maggiori dimensioni. Gli adulti pesano intorno ai 15 kg e sono lunghi mediamente 4,5 metri. Il mantello del polpo ha forma sferica e comprende quasi tutti gli organi più importanti. La pelle è rugosa ed è ricoperta da piccole sacche di pigmento, dette cromatofori, che consentono all'animale di cambiare colore a seconda dell'ambiente circostante (mimesi). Possiede inoltre un forte becco nel cavo orale che gli consente un'efficace predazione di crostacei molluschi e pesci.

## Biologia

### Riproduzione
Malgrado le grandi dimensioni, il polpo gigante vive solo 4/5 anni. Per ovviare alla brevità del suo ciclo vitale è molto prolifico. Le femmine depongono fino a 100 000 uova e muoiono alla loro schiusa. I piccoli sono grandi solo quanto un chicco di riso e solo in pochissimi arriveranno all'età adulta. Durante la riproduzione, il polpo maschio deposita una spermatofora (o sacca dello sperma) lunga più di 1 metro. Spermatofore così lunghe sono tipiche dei polpi del genere Enteroctopus.

### Alimentazione
Questa specie si nutre di piccoli crostacei e bivalvi. Le prede vengono afferrate con le ventose e poi frantumate con il robusto becco di chitina. Deposita i resti non commestibili delle sue prede all'entrata della sua tana (una grotta sul fondale) nella quale si nasconde dai suoi nemici.

### Predatori
Il polpo gigante costituisce un'importante fonte di cibo per vari mammiferi e pesci marini come la foca comune, la lontra marina, il capodoglio e alcuni squali. A volte, in cattività, è stato visto difendersi dallo spinarolo (cosa che si presume possa succedere anche in natura). Negli Stati Uniti d'America viene inoltre pescato attivamente anche dall'uomo.

## Conservazione
La lista rossa IUCN classifica Enteroctopus dofleini come specie a rischio minimo (Least Concern).